# 垂盆草苷
垂盆草苷（英語：sarmentosin）是一种有机化合物，化学式C11H17NO7，可见于圣地红景天、大花红景天、假蒟等物种。